# Liste der Dome, Münster und Kathedralen in deutschsprachigen Ländern
| Deutschland: Dome • Münster • Kathedralen Österreich • Schweiz • Liechtenstein • Luxemburg |

## Deutschland
Einzelne Kirchen tauchen in mehreren Teillisten auf.

### „Dom“ genannte Kirchen

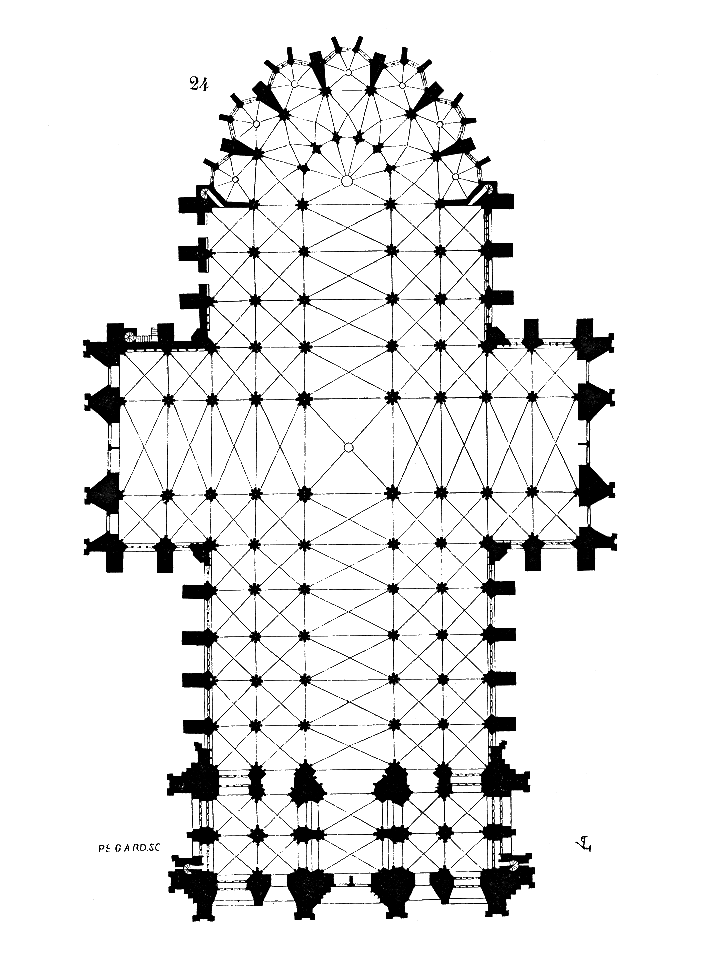
Grundriss des Kölner Doms

Es lassen sich prinzipiell folgende, zum Teil konfessionell unterschiedliche Gründe unterscheiden, die dazu führen, dass ein Kirchengebäude „Dom“ genannt wird:
- Katholische Domkirchen:
  - Es handelt sich um eine bestehende oder ehemalige katholische Bischofskirche (z. B. Kölner Dom, Wormser Dom).
  - Es handelt sich um eine sonstige repräsentative Stadt- oder Stiftskirche mit herausgehobener Bedeutung, welche jedoch nie Bischofssitz war (z. B. Xantener Dom, Frankfurter Dom).

- Evangelische Domkirchen:
  - Es handelt sich um eine ursprüngliche katholische Bischofskirche, welche mit der Reformation evangelisch wurde (z. B. Magdeburger Dom). In einigen evangelischen Kirchen werden die Predigtkirchen der (Landes-)Bischöfe auch heute noch als Dome bezeichnet.
  - Es handelt sich um eine nach der Reformation errichtete evangelische Hauptkirche. (z. B. Berliner Dom)

- Volkstümliche Domkirchen: Unabhängig von der Konfession werden einige gewöhnliche Pfarrkirchen, meist auf dem Land, aufgrund ihrer Größe und/oder repräsentativen Architektur „Dom“ genannt. Dieser Titel geht meist mit einer regionalen Bezeichnung, wie etwa Köllertaldom oder Eifeldom, einher und hat keine kirchenrechtlich herausragende Bedeutung.

| Bild       | Ort                               | Kirche                                                    | Konfession  | Baujahr                | Bemerkungen |
| ---------- | --------------------------------- | --------------------------------------------------------- | ----------- | ---------------------- | --- |
|            | Aachen                            | Kaiserdom St. Marien                                      | röm.-kath.  | vor 800, 1368–1414     | Von 1803 bis 1821 und seit 1930 katholische Bischofskirche |
|            | Altenberg                         | Dom                                                       | simultan    | 1257                   | nach Verfall 1856/57 Wiederherstellung als Simultankirche |
|            | Altenbruch                        | St. Nicolai                                               | ev.-luth.   | 12.–13. Jh.            | Im Volksmund „Bauerndom“ genannt. |
|            | Andernach                         | Maria Himmelfahrt                                         | röm.-kath.  | 12./13. Jh.            | Im Volksmund Mariendom genannt; ältere Vorgängerbauten seit 1194 als Trierer Konkathedrale bezeichnet. |
|            | Ankum                             | St. Nikolaus                                              | röm.-kath.  | 1896 bis 1900          | Im Volksmund Artländer Dom genannt; auf Fundamenten von 1514 erbaut |
|            | Attendorn                         | Sauerländer Dom                                           | röm.-kath.  | ca. 1200–1300          | Im Volksmund Sauerländer Dom genannt; Stiftskirche |
|            | Augsburg                          | Augsburger Dom                                            | röm.-kath.  | 1065–1431              | katholische Bischofskirche |
|            | Bad Gandersheim                   | Stiftskirche St. Anastasius und Innocentius               | ev.-luth.   | 11. Jh.                | heute evangelisch-lutherisch |
|            | Bamberg                           | Dom St. Peter und St. Georg (Kaiserdom)                   | röm.-kath.  | 1237                   | römisch-katholische Erzbischofskirche |
|            | Bardowick                         | Dom St. Peter und Paul                                    | ev.-luth.   | 1389–1485              | Stiftskirche, heute evangelisch-lutherisch |
|            | Bautzen                           | Dom St. Petri                                             | simultan    | 1221–1463              | Stiftskirche, seit 1524 Simultankirche, 1921–1980 römisch-katholische Bischofskirche, seitdem katholische Konkathedrale des Bistums Dresden-Meißen                                                                                         |
|            | Berlin                            | Oberpfarr- und Domkirche zu Berlin (Berliner Dom)         | ev.-uniert  | 1894–1905              | zweiter Nachfolgebau einer Stiftskapelle, Grablege zahlreicher Hohenzollern, Hauptkirche der Union Evangelischer Kirchen |
|            | Berlin                            | St.-Hedwigs-Kathedrale                                    | röm.-kath.  | 1747                   | katholische Domkirche Berlins und Erzbischofskirche, in Abgrenzung zum Berliner Dom oft auch Kathedrale genannt. |
|            | Berlin                            | Französischer Dom                                         | ev.-ref.    | 18. Jh.                | Die Bezeichnung Dom bezieht sich in erster Linie auf den Turm neben der Französischen Friedrichstadtkirche, wird aber auch oft auch auf diese übertragen.                                                                                  |
|            | Berlin                            | Deutscher Dom (eigentlich: Neue Kirche)                   | ev.-ref.    | 18. Jh.                | als Pfarrkirche der deutschen reformierten Gemeinde gebaut, jetzt Museum |
|            | Bielefeld                         | Ravensberger Dom (eigentlich Neustädter Marienkirche)     | ev.-luth.   | ca. 13. Jh.            | Stiftskirche, ca. 13. Jh., heute evangelisch-lutherisch, seit 1948 Bischofskirche (Predigtkirche des/der Präses der Evangelischen Kirche von Westfalen)                                                                                    |
|            | Biersdorf am See                  | St. Martin                                                | röm.-kath.  | 1908                   | Im Volksmund „Eifeldom“ genannt. |
|            | Billerbeck                        | Propsteikirche St. Ludgerus                               | röm.-kath.  | 1892–1898              | Im Volksmund „Ludgerus-Dom“ genannt. |
|            | Bliesen                           | St. Remigius                                              | röm.-kath.  | 1904                   | Im Volksmund „Bliestaldom“ genannt. |
|            | Bosau                             | Petrikirche zu Bosau                                      | ev.-luth.   | 1150                   | Von 1150 bis 1156 vorübergehend röm.-kath. Bischofskirche des Bistums Oldenburg; heute evangelisch-lutherisch |
|            | Brandenburg                       | Dom St. Peter und Paul                                    | ev.-luth.   | 1165 ff.               | Ursprünglich röm.-kath. Bischofskirche; heute evangelisch-lutherisch |
|            | Braunschweig                      | Dom St. Blasii                                            | ev.-luth.   | 1173                   | Ursprünglich Stiftskirche; heute evangelisch-lutherische Bischofskirche |
|            | Bremen                            | Dom St. Petri                                             | ev.-luth.   | 11.–16. Jh.            | Ursprünglich röm.-kath. Bischofskirche; heute evangelisch-lutherisch |
|            | Chiemsee                          | Dom St. Sixtus und Sebastian (Herrenchiemsee)             | röm.-kath.  | 1131                   | Ursprünglich röm.-kath. Bischofskirche des Bistums Chiemsee; Bistum 1808 aufgehoben, Kirche säkularisiert und umgenutzt. |
|            | Damme                             | St. Viktor                                                | röm.-kath.  | 1904–1906              | Im Volksmund „Dammer Dom“ genannt. |
|            | Dillingen an der Donau            | Dom St. Peter                                             | röm.-kath.  | 1619–1628              | Konkathedrale des Bistums Augsburg |
|            | Dillingen (Saar)                  | Hl. Sakrament                                             | röm.-kath.  | 1910–1913              | Im Volksmund aufgrund der repräsentativen Größe „Saardom“ genannt. |
|            | Dresden                           | Dom- und Hofkirche Ss. Trinitatis                         | röm.-kath.  | 1739–1755              | Katholische Bischofskirche |
|            | Düren                             | Distelrather Kapelle                                      | röm.-kath.  | 1873                   | Im Volksmund „Ühledömche“ (= „Eulendömchen“) genannt. |
|            | Duderstadt                        | St. Cyriakus                                              | röm.-kath.  | 13.–15. Jh.            | Im Volksmund „Eichsfelder Dom“ genannt. |
|            | Düsseldorf                        | St. Josef                                                 | röm.-kath.  | 1909                   | Im Volksmund „Rather Dom“ genannt. |
|            | Effelder                          | St. Alban                                                 | röm.-kath.  | 1882–1894              | Im Volksmund „Eichsfelder Dom“ genannt. |
|            | Eichstätt                         | Dom St. Salvator und St. Willibald                        | röm.-kath.  | 1350–1718              | Katholische Bischofskirche |
|            | Erfurt                            | Dom St. Marien                                            | röm.-kath.  | 12.–15. Jh.            | Vorgängerbau im 8. Jh. Bischofssitz, danach erst seit 1995 wieder katholische Bischofskirche |
|            | Essen                             | Domkirche St. Cosmas und Damian                           | röm.-kath.  | 13. Jh.                | Besser bekannt als „Essener Münster“, doch als Bischofskirche auch gelegentlich „Dom“ genannt. |
|            | Frankfurt am Main                 | Kaiserdom St. Bartholomäus                                | röm.-kath.  | 1249–1350              | seit 852 Reichsstift, seit dem Spätmittelalter Krönungsstätte der Römischen Kaiser, aber nie Bischofskirche |
|            | Freckenhorst                      | St. Bonifatius                                            | röm.-kath.  | 1129                   | Im Volksmund „Freckenhorster Bauerndom“ genannt, ehem. Stiftskirche |
|            | Freiberg                          | Dom St. Marien                                            | ev.-luth.   | ~ 1500                 | vor der Reformation Kollegiatstift, nie Bischofskirche |
|            | Freiburg im Breisgau              | Domkirche Unserer Lieben Frau                             | röm.-kath.  | 1200–1513              | Besser bekannt als „Freiburger Münster“, doch als Erzbischofskirche (seit 1827) auch gelegentlich „Dom“ genannt. |
|            | Freising                          | Dom St. Korbinian                                         | röm.-kath.  | 1159–1483 ff.          | Ursprünglich Bischofskirche, seit 1821 nur noch Konkathedrale |
|            | Fridolfing                        | Mariä Himmelfahrt                                         | röm.-kath.  | 1891–1893              | Im Volksmund „Dom vom Salzachtal“ genannt |
|            | Fritzlar                          | Dom St. Peter                                             | röm.-kath.  | ~ 1180                 | Stiftskirche und seit 2004 Basilica minor, nie Bischofskirche |
|            | Fürstenwalde                      | Dom St. Marien                                            | ev.-luth.   | 1446 ff.               | Vor der Reformation katholische Bischofskirche der Bischöfe von Lebus, heute evangelisch-lutherisch |
|            | Fulda                             | Fuldaer Dom St. Salvator                                  | röm.-kath.  | 1704–1712              | seit 1752 römisch-katholische Bischofskirche |
|            | Geisenheim                        | Heilig Kreuz                                              | röm.-kath.  | 16. und 19. Jh.        | Im Volksmund „Rheingauer Dom“ genannt. |
|            | Görlitz                           | Dom St. Jakobus                                           | röm.-kath.  | 1898–1900              | 1994 zur Kathedrale erhoben |
|            | Goslar                            | Dom St. Simon und Judas                                   | röm.-kath.  | 1047                   | Stiftskirche (nie Bischofssitz), 1819–22 wegen Baufälligkeit abgerissen, nördliche Domvorhalle erhalten. |
|            | Greifswald                        | Dom St. Nikolai                                           | ev.-luth.   | 13. Jh.                | seit 1457 Kollegiatstiftskirche (nie Bischofssitz), heute evangelisch-lutherisch |
|            | Großwinternheim                   | Selztaldom                                                | ev.-uniert  | 1888–1890              | Im Volksmund „Selztaldom“ genannt. |
|            | Güstrow                           | Dom St. Maria, St. Johannes Evangelista und St. Cäcilia   | ev.-luth.   | 13. Jh.                | Ursprünglich Kollegiatstiftskirche (nie Bischofssitz), heute evangelisch-lutherisch |
|            | Halberstadt                       | Dom St. Stephanus und St. Sixtus                          | ev.-luth.   | 13. Jh.                | Ursprünglich katholische Bischofskirche, heute evangelisch-lutherisch |
|            | Halle (Saale)                     | Dom                                                       | ev.-ref.    | 13. Jh.                | ab 1523 bis 1541 Stiftskirche, heute evangelisch-reformiert |
|            | Hamburg                           | Neuer Mariendom                                           | röm.-kath.  | 1893                   | 1893 als Pfarrkirche gebaut, seit 1995 Kathedralkirche des wiedererrichteten Erzbistums Hamburg. Die Vorgängerkirche („Alter Mariendom“) aus dem Jahr 1329 war Konkathedrale des Erzbistums Bremen-Hamburg und wurde 1806 abgerissen.      |
|            | Hardheim                          | St. Alban                                                 | röm.-kath.  | 12. Jh.                | Im Volksmund „Erftaldom“ genannt. Mit den Worten „Wir bauen den Erftaldom“ verstand Pfarrer Stephan im Jahre 1891, die Bevölkerung zu dem Bau des Gotteshauses zu motivieren.                                                              |
|            | Haren (Ems)                       | St. Martinus                                              | röm.-kath.  | 1908–1911              | Im Volksmund „Emsland-Dom“ genannt. |
|            | Harsum                            | St. Cäcilia                                               | röm.-kath.  | 1886                   | Im Volksmund „Harsumer Dom“ genannt. |
|            | Havelberg                         | Dom St. Marien                                            | ev.-luth.   | 1170                   | Ursprünglich katholische Bischofskirche, heute evangelisch-lutherisch |
|            | Heinsberg                         | St. Gangolf                                               | röm.-kath.  | 15. Jh.                | Im Volksmund „Selfkantdom“ genannt. |
|            | Helmershausen                     | Evangelische Kirche                                       | ev.-uniert  | 18. Jh.                | Im Volksmund „Dom der Rhön“ genannt. |
|            | Heppenheim                        | St. Peter                                                 | röm.-Karl.  | 1900–1904              | Im Volksmund „Dom der Bergstraße“ genannt |
|            | Heßheim                           | St. Martin (Heßheim)                                      | röm.-karh.  | 8. Jht                 | Im Volksmund liebevoll „Das kleine Heßheimer Dömchen“ genannt. |
|            | Herschwiesen                      | St. Pankratius                                            | röm.-kath.  | 1744–1746              | Im Volksmund „Dom des Vorderhunsrücks“ genannt. |
|            | Himmerod                          | Klosterkirche Beata Maria Virgo                           | röm.-kath.  | 12. Jh.                | Im Volksmund „Eifeldom“ genannt. |
|            | Hildesheim                        | Dom St. Mariä Himmelfahrt                                 | röm.-kath.  | 872                    | Umbauten 11. und 14. Jh., römisch-katholische Bischofskirche |
|            | Hösbach                           | St. Michael                                               | röm.-kath.  | 1906                   | im Volksmund „Spessart-Dom“ genannt |
|            | Houverath                         | St. Thomas                                                | röm.-kath.  | 1913                   | Im Volksmund „Eifeldom“ genannt. |
|            | Ilbenstadt                        | St. Petrus u. Paulus                                      | röm.-kath.  | 1123                   | Im Volksmund „Dom der Wetterau“ genannt. 1123 als Klosterkirche der Prämonstratenser erbaut, 1803 säkularisiert und zur römisch-katholischen Pfarrkirche umgewandelt, seit 1929 Basilica minor                                             |
|            | Immerath                          | St. Lambertus                                             | röm.-kath.  | 1890                   | Im Volksmund „Immerather Dom“ genannt. Im Januar 2018 für den Braunkohletagebau unter großem medialen Interesse abgerissen. |
|            | Kalterherberg                     | St. Lambertus                                             | röm.-kath.  | 1897–1900              | Im Volksmund „Eifeldom“ oder auch „Kaffeedom“ genannt. Letztere Bezeichnung entstand wegen des Kaffeeschmuggels an der deutsch-belgischen Grenze.                                                                                          |
|            | Kiel                              | Nikolaidom                                                | ev.-luth.   | 13. Jh.                | Schleswig-holsteinische Landeshauptkirche, zu Zeiten der Nordelbischen Kirche Sitz des evangelischen Landesbischofs |
|            | Kirdorf                           | St. Johannes                                              | röm.-kath.  | 1858–1862              | Im Volksmund „Taunusdom“ genannt. |
|            | Köln                              | Dom St. Peter und Maria                                   | röm.-kath.  | 1248–1880              | römisch-katholische Erzbischofskirche |
|            | Köln-Lindenthal                   | Alt St. Stephanus                                         | röm.-kath.  | ~900                   | Im Volksmund „Krieler Dömchen“ genannt. Eine der 13 kleinen romanischen Kirchen Kölns. |
|            | Königslutter                      | Kaiserdom                                                 | ev.-luth.   | 1135–1170              | vom Kaiser gestiftete Klosterkirche, niemals Bischofskirche, heute evangelisch-lutherisch |
|            | Kyllburg                          | Stiftskirche Unserer Lieben Frau                          | röm.-kath.  | 13.–14. Jh.            | Im Volksmund „Eifeldom“ genannt. |
|            | Ladenburg                         | St. Gallus (Ladenburg)                                    | röm.-kath.  | 1250/1485              | Im Jahre 1400 versagten die Wormser Bürger ihrem Bischof den Gehorsam, worauf dieser Ladenburg zum Bischofssitz erhob. Man ließ 1412 an der St. Gallus den Südturm errichten, „weil ihm, als Bischof, zwei Türme zustehen“, somit ein Dom. |
|            | Lampertheim                       | Domkirche                                                 | ev.-uniert  | 1868/1955              | Lediglich evangelische Pfarrkirche; im Volksmund auch „Dom des Rieds“ genannt. |
|            | Landau                            | Dom zu Landau                                             | röm.-kath.  | 1907/1911              | Marienkirche Landau, durch ihre Größe und Bauart wird sie auch „Dom zu Landau“ genannt. |
|            | Limburg an der Lahn               | Dom St. Georg                                             | röm.-kath.  | 13. Jh.                | 1235 als Stiftskirche fertiggestellt, römisch-katholische Bischofskirche seit 1827 |
|            | Londorf                           | Evangelisch-lutherische Kirche                            | ev.-luth.   | 19. Jh.                | Im Volksmund „Dom der Rabenau“ genannt. Turm aus dem 13. Jh. |
|            | Lübeck                            | Dom St. Johannes der Täufer und St. Nikolaus              | ev.-luth.   | 1163–1341              | ehemalige katholische Bischofskirche, heute evangelisch-lutherisch |
|            | Lüdingworth                       | St. Jacobi                                                | ev.-luth.   | 12. Jh.                | Im Volksmund „Bauerndom“ genannt. |
|            | Magdeburg                         | Dom St. Mauritius und Katharina                           | ev.-luth.   | 1209–1520              | ehemalige katholische Erzbischofskirche, heute evangelische Bischofskirche |
|            | Magdeburg                         | Kathedrale St. Sebastian                                  | röm.-kath.  | 14. Jh.                | Seit 1994 katholische Domkirche Magdeburgs und Bischofskirche, in Abgrenzung zum Magdeburger Dom oft auch Kathedrale genannt. |
|            | Mainz                             | Dom St. Martin                                            | röm.-kath.  | 975–1236               | nachträglich eingewölbt, Hauptaltar im Westen, römisch-katholische Bischofskirche und Kaiserdom |
|            | Mainz-Gonsenheim                  | St. Stephan                                               | röm.-kath.  | 1906                   | Im Volksmund „Rheinhessendom“ genannt. |
|            | Mannheim                          | Christuskirche (Mannheim)                                 | ev.-luth.   | 1903–1907              | Im Volksmund „Mannheims Evangelischer Dom“ |
|            | Meißen                            | Dom St. Johannis und St. Donatus                          | ev.-luth.   | 1260–1410 und 1903/09  | Katholische Bischofskirche bis 1580, heute evangelische Superintendentur |
|            | Meldorf                           | St. Johannis                                              | ev.-luth.   | 1250–1300              | Im Volksmund „Meldorfer Dom“ genannt. Bedeutendste Pfarrkirche Dithmarschens. |
|            | Merseburg                         | Dom St. Johannes und St. Laurentius                       | ev.-luth.   | 11. und 16. Jh.        | Bis zur Reformation katholische Bischofskirche; heute evangelisch-lutherisch |
|            | Mettlach                          | St. Lutwinus                                              | röm.-kath.  | 19. Jh.                | Im Volksmund „Liutwinusdom“ genannt; bedeutende Wallfahrtskirche |
|            | Minden                            | Dom St. Gorgonius und St. Petrus                          | röm.-kath.  | 1162–1350              | bis 1648 Bischofskirche, seither römisch-katholische Pfarrkirche |
|            | Mirbach                           | Zum Heiligen Erlöser                                      | röm.-kath.  | 1902                   | Im Volksmund „Eifeldom“ genannt. |
|            | München                           | Dom zu Unserer Lieben Frau, auch bekannt als Frauenkirche | röm.-kath.  | 1466–1488              | Residenz- und Pfarrkirche, Erzbischofssitz seit 1821 |
|            | München-Giesing                   | Heilig Kreuz                                              | röm.-kath.  | 1886                   | Im Volksmund „Giesinger Dom“ genannt. |
|            | Münster                           | Dom St. Paulus                                            | röm.-kath.  | 1225–1264              | Römisch-katholische Bischofskirche |
|            | Naumburg                          | Dom St. Peter und Paul                                    | ev.-luth.   | 13. Jh.                | bis 1564 katholische Bischofskirche; seit 1541 evangelisch-lutherisch |
|            | Neheim                            | St. Johannes Baptist                                      | röm.-kath.  | 1893                   | Im Volksmund „Sauerländer Dom“ genannt. |
|            | Neuenheerse                       | Stiftskirche St. Saturnina                                | röm.-kath.  | 1107–1131              | Im Volksmund „Eggedom“ genannt. |
|            | Neviges                           | Maria Königin des Friedens                                | röm.-kath.  | 1966–1968              | Im Volksmund „Nevigeser Wallfahrtsdom“ genannt. Zweitgrößte Kirche im Erzbistum Köln und herausragendes Bauwerk des Brutalismus. |
|            | Nieblum auf Föhr                  | St. Johannis                                              | ev.-luth.   | 14. Jh.                | Im Volksmund „Friesendom“ genannt. |
|            | Niederbettingen                   | Heiligstes Herz Jesu                                      | röm.-kath.  | 1897                   | Im Volksmund „Eifeldom“ genannt. |
|            | Niederfischbach                   | St. Mauritius und Gefährten                               | röm.-kath.  | 1898                   | Im Volksmund „Siegerländer Dom“ genannt. |
|            | Nonnweiler                        | St. Hubertus                                              | röm.-kath.  | 1902                   | Im Volksmund „Hochwalddom“ genannt. |
|            | Nordhausen                        | Dom Zum Heiligen Kreuz                                    | röm.-kath.  | 13. Jh.                | Ursprünglich Stiftskirche, jetzt römisch-katholische Pfarrkirche, nie Bischofssitz |
|            | Nordstrand                        | St. Theresia                                              | alt.-kath.  | 1662                   | Im Volksmund „Theresiendom“ genannt. |
|            | Oldenburg in Holstein             | St. Johannis                                              | ev.-luth.   | 1160                   | Ursprünglich katholische Bischofskirche, heute evangelisch-lutherisch |
|            | Osnabrück                         | Dom St. Peter                                             | röm.-kath.  | 13./15. Jh.            | römisch-katholische Bischofskirche |
|            | Otterndorf                        | St. Severi                                                | ev.-luth.   | 12. Jh.                | Im Volksmund „Bauerndom“ genannt. |
|            | Paderborn                         | Dom St. Liborius                                          | röm.-kath.  | 13. Jh.                | römisch-katholische Erzbischofskirche |
|            | Passau                            | Dom St. Stephan                                           | röm.-kath.  | 1668–1693              | römisch-katholische Bischofskirche |
|            | Püttlingen                        | St. Sebastian                                             | röm.-kath.  | 1909                   | Im Volksmund „Köllertaldom“ genannt. |
|            | Quedlinburg                       | Stiftskirche St. Servatii                                 | ev.-luth.   | 1129–1320              | Im Volksmund „Quedlinburger Dom“ genannt. Nie Bischofskirche gewesen. |
|            | Ratzeburg                         | Dom                                                       | ev.-luth.   | 1160–1220              | Ursprünglich katholische Bischofskirche, heute evangelisch-lutherisch |
|            | Rauenberg                         | St. Peter und Paul                                        | röm.-kath.  | 1910                   | Im Volksmund „Dom des Angelbachtals“ genannt. |
|            | Ravengiersburg                    | St. Christophorus                                         | röm.-kath.  | 1497                   | Im Volksmund „Hunsrückdom“ genannt. Ursprünglich ein Augustiner-Chorherrenstift |
|            | Regensburg                        | Dom St. Peter                                             | röm.-kath.  | 1285–1872              | Römisch-katholische Bischofskirche |
|            | Rödermark-Ober-Roden              | St. Nazarius                                              | röm.-kath.  | 1894–1896              | Im Volksmund „Rodgaudom“ genannt. |
|            | Rottenburg am Neckar              | Dom St. Martin                                            | röm.-kath.  | ~ 1280                 | Römisch-katholische Bischofskirche des Bistums Rottenburg-Stuttgart |
|            | Saarbrücken                       | St. Michael                                               | röm.-kath.  | 1924                   | Im Volksmund „Saarbrücker Dom“ genannt. Saarbrücken war nie Bischofssitz. |
|            | Schleswig                         | Dom St. Petri                                             | ev.-luth.   | 1200–1408 (–1894)      | Ursprünglich katholische Bischofskirche, heute evangelisch-lutherische Bischofskirche |
| zentriertx | Scheden                           | St. Markus                                                | ev.-luth.   | 1742–1747              | Im Volksmund „Schedener Dom“ genannt. |
|            | Schneeberg                        | St. Wolfgang                                              | ev.-luth.   | 1516–1540              | Im Volksmund „Bergmannsdom“ genannt. Von Anfang an evangelisch-lutherisch |
|            | Schwerin                          | Dom St. Marien und St. Johannis                           | ev.-luth.   | 1272–14. Jh.           | Ursprünglich katholische Bischofskirche, heute evangelisch-lutherische Bischofskirche |
|            | Soest                             | Propsteikirche St. Patrokli                               | röm.-kath.  | 10. Jh.–1166           | Ursprünglich Nebensitz der Kölner Erzbischöfe, gehört heute als gewöhnliche Pfarrkirche zum Erzbistum Paderborn |
|            | Speyer                            | Kaiserdom St. Maria und St. Stephan                       | röm.-kath.  | 1030–1106              | kaiserlicher Repräsentationsbau und römisch-katholische Bischofskirche |
|            | Steinfeld                         | Klosterkirche St. Potentinus, Felicius und Simplicius     | röm.-kath.  | 12. Jh.                | Im Volksmund „Eifeldom“ genannt. |
|            | Stendal                           | Dom St. Nikolaus                                          | ev.-luth.   | 1188 ff                | Volkstümlich als Dom bezeichnet, ursprünglich als Stiftskirche erbaut, heute evangelisch-lutherisch |
|            | Stuttgart                         | Domkirche St. Eberhard                                    | röm.-kath.  | 1955                   | römisch-katholische Konkathedrale |
|            | St. Blasien                       | Ehemalige Abteikirche St. Blasius                         | röm.-kath.  | 1772–1783              | Im Volksmund als „Schwarzwälder Dom“ bzw. als „Dom St. Blasien“ bezeichnet. |
|            | St. Wendel                        | St. Wendelinus                                            | röm.-kath.  | 1360                   | Im Volksmund als „St. Wendeler Dom“ bzw. auch als „Wendelsdom“ bezeichnet; bedeutende Wallfahrtskirche und seit 1960 Basilica minor |
|            | Treis-Karden                      | St. Castor                                                | röm.-kath.  | 12. Jh.                | Im Volksmund „Moseldom“ genannt; romanische Stiftskirche mit Stiftsmuseum, älteste und bedeutendste Kirche an der Mosel zwischen Trier und Koblenz                                                                                         |
|            | Trier                             | Dom St. Peter                                             | röm.-kath.  | 4.–12.–14. Jahrhundert | überwiegend romanisch (Der römische Kern, „Quadratbau“, gilt als ältester Kirchenbau Deutschlands.), römisch-katholischer Bischofssitz (zeitweise sogar Erzbischofssitz)                                                                   |
|            | Verden                            | Dom St. Marien und St. Cäcilia                            | ev.-luth.   | 1295–1490              | Ursprünglich katholische Bischofskirche; heute evangelisch-lutherisch |
|            | Waldfischbach                     | St. Joseph                                                | röm.-kath.  | 1930                   | Im Volksmund „Westpfälzerdom“ genannt. |
|            | Waldkirchen (im Bayerischen Wald) | St. Peter und Paul                                        | röm.-kath.  | 1857–1861              | Im Volksmund „Bayerwalddom“ oder auch „Dom des Bayerischen Waldes“ genannt. |
|            | Waxweiler                         | St. Johannes der Täufer                                   | röm.-kath.  | 1770                   | Im Volksmund „Eifeldom“ genannt. |
|            | Welschbillig                      | St. Peter                                                 | röm.-kath.  | 1888–1890              | Im Volksmund „Eifeldom“ genannt. |
|            | Wesel                             | Willibrordi-Dom                                           | evangelisch | 1424–1480              | Nie Bischofssitz, seit 1540 evangelisch |
|            | Wetzlar                           | Dom Unser Lieben Frau                                     | simultan    | 1230–1490,             | Ursprünglich Kollegiatstift, seit dem 16. Jh. Simultankirche, nie Bischofssitz |
|            | Wiesbaden                         | Marktkirche                                               | ev.-uniert  | 1850–1862              | Offiziell „Nassauischer Landesdom“ genannt. |
|            | Wiltingen                         | St. Martin                                                | röm.-kath.  | 1909–1910              | Volkstümliche Bezeichnung als „Saardom“ |
|            | Wollersheim                       | Heilig Kreuz                                              | röm.-kath.  | 1903–1905              | Im Volksmund „Eifeldom“ genannt. |
|            | Worms                             | Kaiserdom St. Peter                                       | röm.-kath.  | 12. Jh.                | Bistum erloschen, jetzt römisch-katholische Pfarrkirche |
|            | Worms-Horchheim                   | Heilig Kreuz                                              | röm.-kath.  | 1910                   | Im Volksmund „Dom des Eisbachtals“ genannt. |
|            | Wurzen                            | Dom St. Marien                                            | ev.-luth.   | 1114                   | Ursprünglich als Kollegiatstift errichtet; im 15./16. Jh. katholische Bischofskirche des Bischofs von Meißen; seit dem 16. Jh. evangelisch-lutherisch, aber weiterhin Kollegiatstift                                                       |
|            | Würzburg                          | Dom St. Kilian                                            | röm.-kath.  | 11. Jh.                | römisch-katholische Bischofskirche, spätere Umbauten beim Wiederaufbau nach dem Zweiten Weltkrieg teilweise zurückgenommen |
|            | Xanten                            | St. Viktor                                                | röm.-kath.  | 1263–1544              | Stiftskirche, umgangssprachlich als Dom bezeichnet |
|            | Zeitz                             | Dom St. Peter und Paul                                    | röm.-kath.  | 10. Jh.                | von 968 bis 1012 Bischofskirche des Bistums Zeitz, dann Verlegung des Bischofssitzes nach Naumburg, heute römisch-katholische Pfarrkirche                                                                                                  |
|            | Zwickau                           | Dom St. Marien                                            | ev.-luth.   | 1180–1563              | Stadtkirche, heute evangelisch-lutherisch, seit 1935 offiziell auch „Dom“ genannt, nie Bischofs- oder Stiftskirche gewesen |

### „Münster“ genannte Kirchen

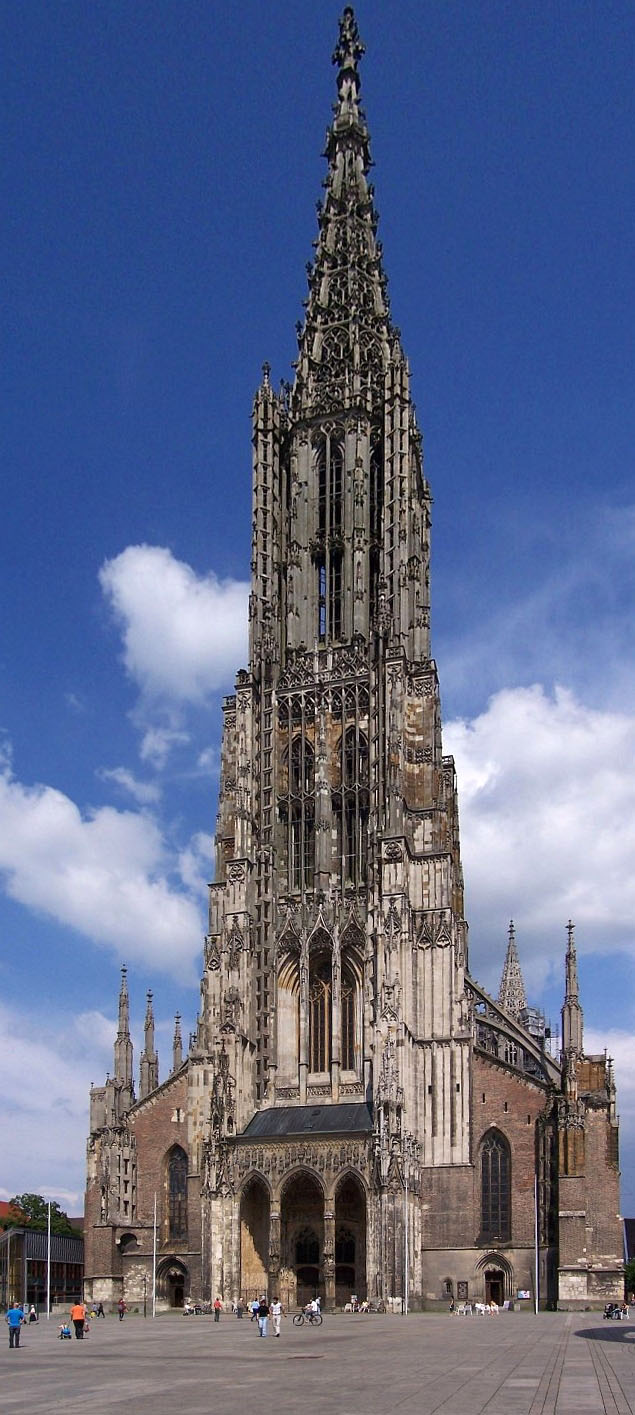
Ulmer Münster, größte protestantische Kirche, höchster Kirchturm der Welt

Auswahl aus der Liste im Artikel Münster (Kirche) von Kirchen, die in ihrer Funktion als Bischofssitz oder als Hauptpfarrkirche auch „Dom“ genannt werden, und solchen, wo es in derselben Stadt außerdem einen Dom gibt.
Jahreszahlen ohne Text geben die Bauzeit an.
- Bad Doberan: Doberaner Münster, 1295–1368, Zisterzienserkloster 1171–1552, seit 1564 evangelisch-lutherische Pfarrkirche
- Bad Mergentheim: Münster St. Johannes Baptist (ehem. Dominikanerkirche, römisch-katholische Pfarrkirche)
- Bad Münstereifel: Münster St. Chrysanthus und Daria (Stifts- und Pfarrkirche)

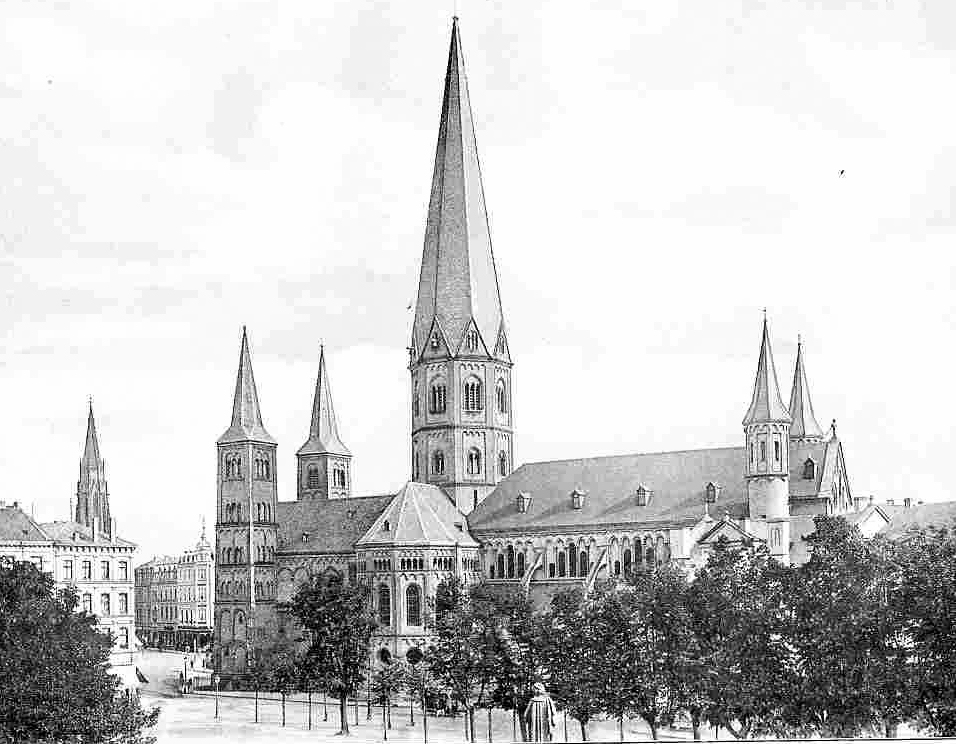
Bonner Münster

- Bad Reichenhall: St. Zeno, früher Stiftskirche, heute kath. Pfarrkirche
- Bad Säckingen: Münster St. Fridolin Fridolinsmünster, 1300 ff., Kloster seit dem 7. Jahrhundert
- Bonn: Bonner Münster, 1050–1240 sowie 16. und 17. Jahrhundert, bis 1803 Stiftskirche, römisch-katholisch
- Breisach am Rhein: Münster St. Stephan (Breisacher Stephansmünster), 12.–13. Jahrhundert, römisch-katholisch
- Cham-Chammünster: Marienmünster
- Dießen am Ammersee: Marienmünster Dießen
- Dinkelsbühl: Münster St. Georg, 1448–1499, spätgotisch, römisch-katholische Pfarrkirche
- Donauwörth: Liebfrauenmünster, 1444–1467, Pfarrkirche, 1607 rekatholisiert
- Essen: Essener Münster, 845/870 als Stiftskirche des Damenstiftes Essen, seit 1958 Bischofskirche des Bistums Essen, seither auch oft Essener Dom genannt
- Esslingen am Neckar: Münster St. Paul, 1268, ehem. Dominikanerkirche, römisch-katholische Hauptpfarrkirche, seit dem 20. Jahrhundert „Münster“ genannt
- Ettenheimmünster: Münster St. Landelin (römisch-katholisch)
- Freiburg im Breisgau: Freiburger Münster, Münster Unserer Lieben Frau, 13.–16. Jahrhundert, Pfarrkirche, 1356 erstmals Münster genannt, seit 1827 Erzbischöfliche Kathedrale
- Fritzlar: Fraumünsterkirche, 12. Jahrhundert, evangelisch-lutherisch
- Hameln: Münster St. Bonifatius 1209–1241, Stiftskirche, Stift seit 1578 evangelisch-lutherisch (erste lutherische Predigt 1540), siehe Geschichtsseite der Kirchengemeinde
- Herford: Herforder Münster, 1220–1250, Türme – 1280, romanische Hallenkirche, bis zur Reformation Reichsabtei Herford (Damenstift), seither evangelisch-lutherisch

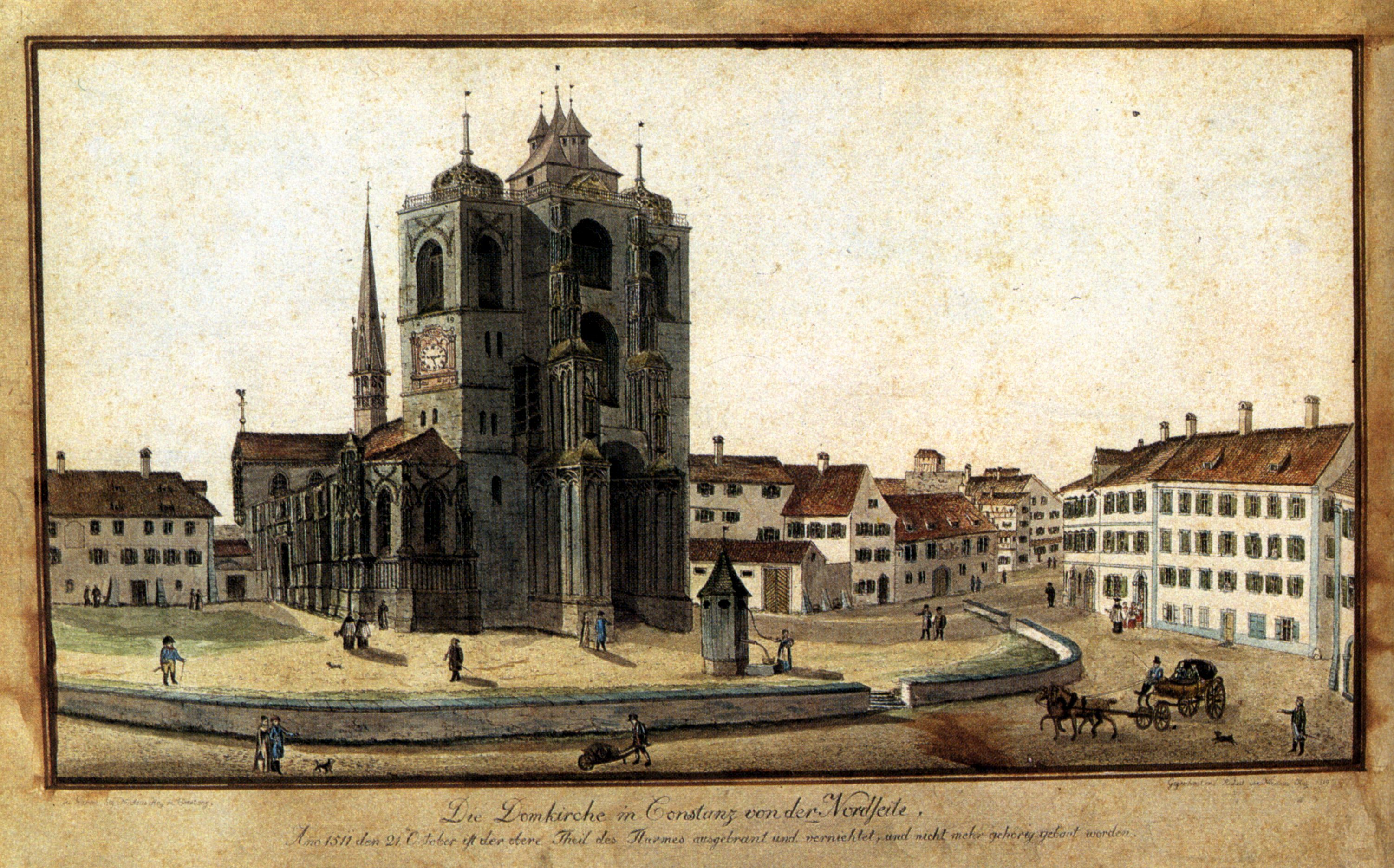
Konstanzer Münster 1819,
noch ohne Turmspitze

- Ingolstadt: Münster Zur Schönen Unserer Lieben Frau, 1425–ca. 1525, römisch-katholische Pfarr- und Universitätskirche
- Konstanz: Konstanzer Münster „Unserer Lieben Frau“, 12.–15. Jh., Turmspitze 19. Jh., bis 1827 Bischofskirche, römisch-katholisch
- Landshut: Münster St. Martin, 14. Jahrhundert, 1598–1803 und seit 1937 Kollegiatstift, 2004 Basilica minor
- Lindau: Münster Unserer Lieben Frau, römisch-katholische Stadtpfarrkirche
- Mönchengladbach: Münster St. Vitus, 1974 von Papst Paul VI. in den Stand einer Basilica minor erhoben
- Moosburg an der Isar: Kastulusmünster (römisch-katholische Stiftskirche)
- Münstertal/Schwarzwald: Münster St. Trudpert
- Neuss: Quirinusmünster (Pfarr- und Stiftskirche, römisch-katholisch), Ende des 19. Jhdt./ Anfang des 20. Jhdt. zeitweise auch „Dom“ genannt, 2009 von Papst Benedikt XVI. in den Stand einer Basilica minor erhoben
- Radolfzell am Bodensee: Münster Unserer Lieben Frau (römisch-katholische Pfarrkirche)
- Regensburg:
  - Ober- (ehem. Damenstiftskirche, 1945 weitgehend zerstört)
  - Mittel- (ehem. Damenstiftskirche, 1809 abgerissen)
  - und Niedermünster (ehem. Damenstiftskirche, römisch-katholisch)
  - der Regensburger Dom wird nicht „Münster“ genannt (siehe oben)
- Reichenau: Münster St. Maria und Markus 816, 1048, 1236/37, spätgotischer Chor
- Rottweil: Heilig-Kreuz-Münster (römisch-katholische Pfarrkirche)

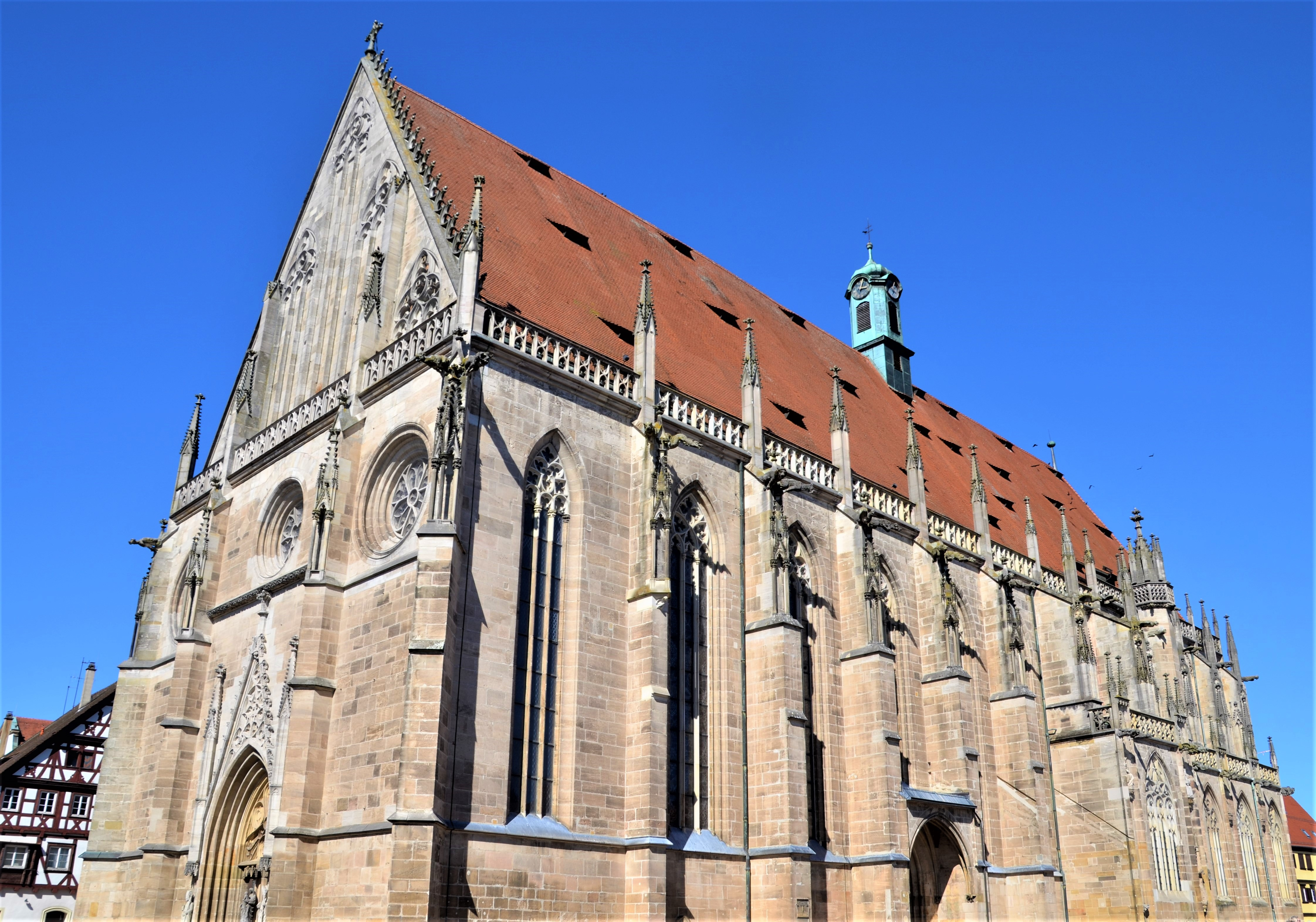
Schwäbisch Gmünd, Heilig-Kreuz-Münster

- Schwäbisch Gmünd: Heilig-Kreuz-Münster, 1315–1521, gotisch (römisch-katholische Pfarrkirche)
- Soest: Patroklimünster, auch St.-Patrokli-Dom (siehe oben) genannt, 10. Jh.–1166, Nebensitz der Kölner Erzbischöfe, gehört heute als Pfarrkirche zum Erzbistum Paderborn
- Überlingen: Münster St. Nikolaus (römisch-katholische Pfarrkirche), fünfschiffige Basilika, zwischen 1350 und 1576 im Stil der Spätgotik errichtet
- Ulm: Ulmer Münster, 1377–1890 (Pfarrkirche, evangelisch-lutherisch)
- Villingen: Liebfrauenmünster (Pfarrkirche)
- Wolframs-Eschenbach: Liebfrauenmünster (römisch-katholische Pfarrkirche des Ortes)
- Würzburg: Neumünster St. Johannes Evangelist (ehem. Stiftskirche, Grablege der Bistumsheiligen Kilian, Kolonat und Totnan, römisch-katholisch)
- Zwiefalten: Münster Unserer Lieben Frau

### Kathedralen
– Jahreszahlen ohne Text geben die Bauzeit an. –

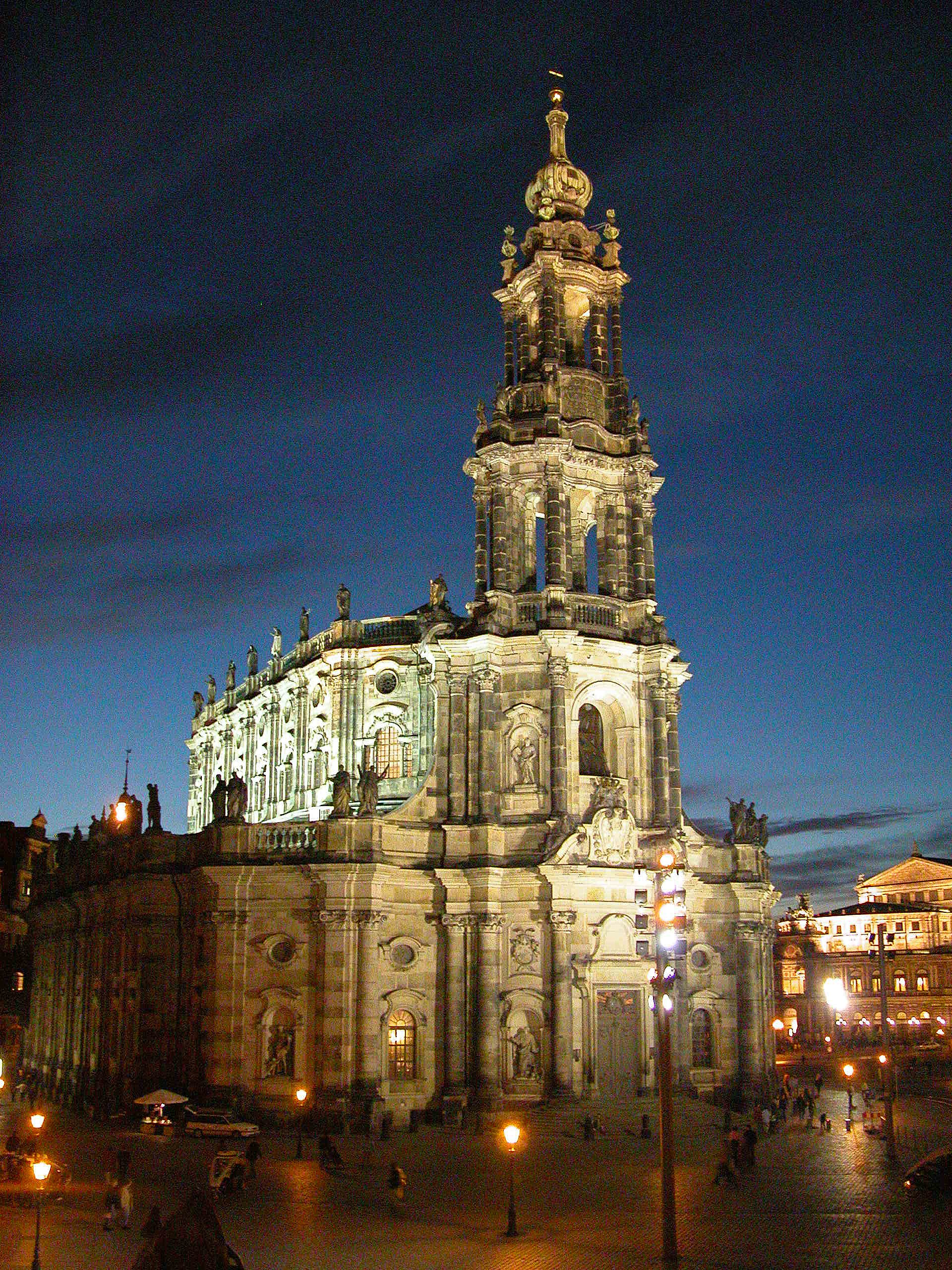
Kathedrale Sanctissimae Trinitatis in Dresden

#### Katholisch
Nur diejenigen Bischofskirchen, die nicht üblicherweise Dom oder Münster genannt werden.
- Berlin: St.-Hedwigs-Kathedrale, 18. Jh., seit 1930 römisch-katholische Bischofskirche, Erzbistum Berlin
- Bonn: Namen-Jesu-Kirche, altkatholische Kathedrale
- Dresden: Kathedrale Sanctissimae Trinitatis, ehemals und umgangssprachlich auch heute noch Katholische Hofkirche, Bistum Dresden-Meißen
- Görlitz: Kathedrale St. Jakobus, 1898–1900, Bistum Görlitz
- Magdeburg: St. Sebastian Kathedrale, 14. Jh. auf älteren Fundamenten, 1573 evangelisch-lutherisches Stift, 1756–1845 Lagerhalle, 1873 römisch-katholische Pfarrkirche, 1949 Konkathedrale, 1994 Bischofssitz, Bistum Magdeburg

#### Orthodox und orientalisch
Kathedralen einer orthodoxen Kirche in Deutschland, auch einer orientalisch-orthodoxen („altorientalischen“) Kirche.
- Berlin (D):
  - Neukölln: Kathedrale St. Boris der Täufer, 1899–1900 von Louis Arndt, geweiht 2003 als Kathedrale der Bulgarisch-Orthodoxen Diözese von West- und Mitteleuropa
  - Wilmersdorf: Christi-Auferstehungs-Kathedrale, 1937–1938, Berliner Diözese der Russischen Orthodoxen Kirche
- Bonn-Beuel: Metropolitankathedrale Heiligste Dreifaltigkeit, Griechisch-Orthodoxe Metropolie von Deutschland und Exarchat von Zentraleuropa
- Höxter-Brenkhausen: Kloster der Jungfrau Maria und des heiligen Mauritius, bis 1320, Bistum Deutschland der Koptischen Kirche
- München: Kathedrale Maria Schutz und St. Andreas, 1976, Apostolisches Exarchat Deutschland und Skandinavien
- Nürnberg: Metropolitankathedrale St. Demetrios, 1982, Rumänische Orthodoxe Metropolie für Deutschland, Zentral- und Nordeuropa
- Stuttgart: St.-Nikolaus-Kathedrale, 1895, Russische Orthodoxe Diözese des orthodoxen Bischofs von Berlin und Deutschland
- Warburg (Westfalen): St.-Jakob-von-Sarug-Kloster, 1906–1915, ehem. Dominikanerkloster, seit 1995 Bistum Deutschland (Patriarchal-Vikariat) der Syrisch-Orthodoxen Kirche von Antiochien

#### Andere
- Karlsruhe: Christuskathedrale, Missionswerk Karlsruhe

## Österreich

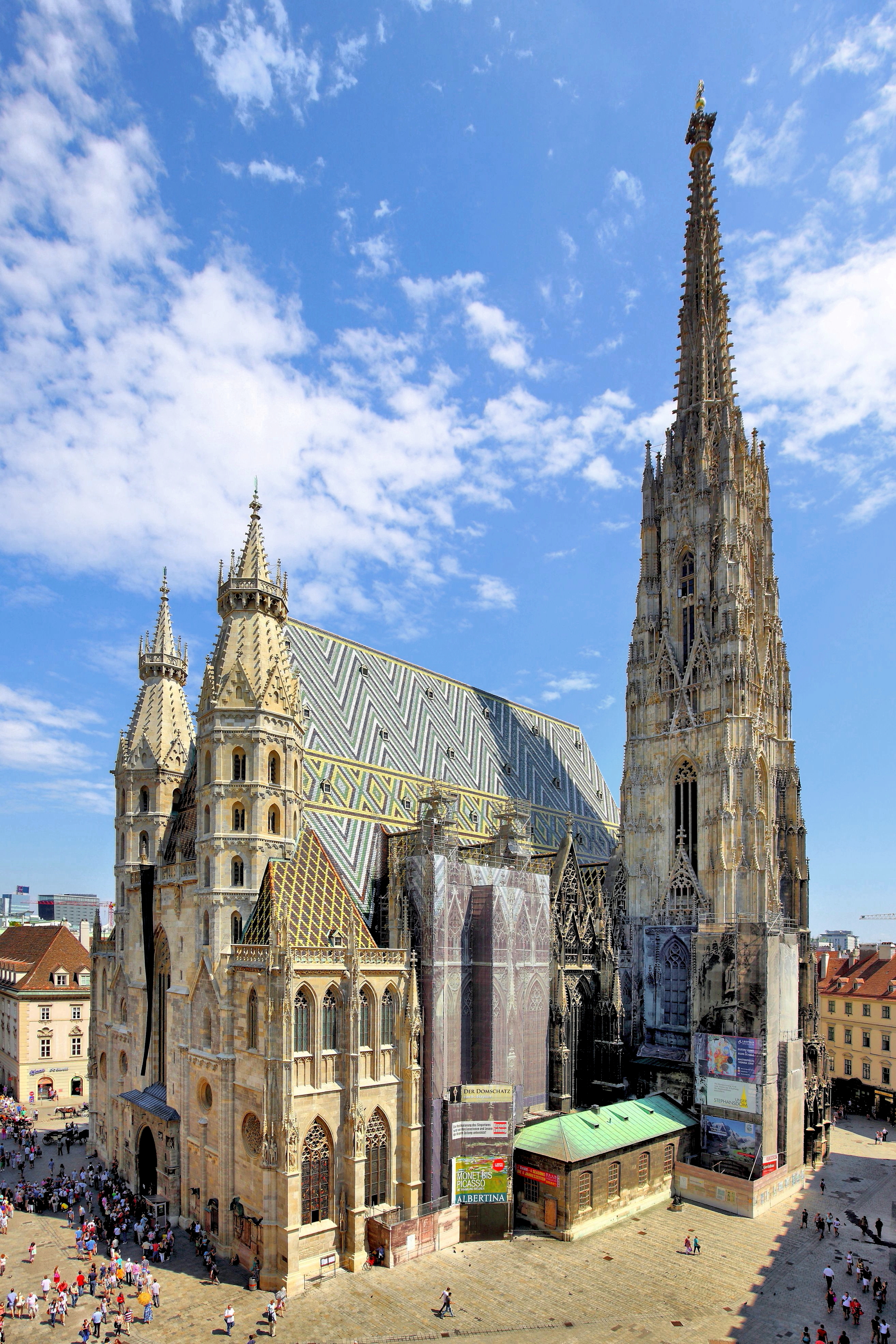
Stephansdom in Wien

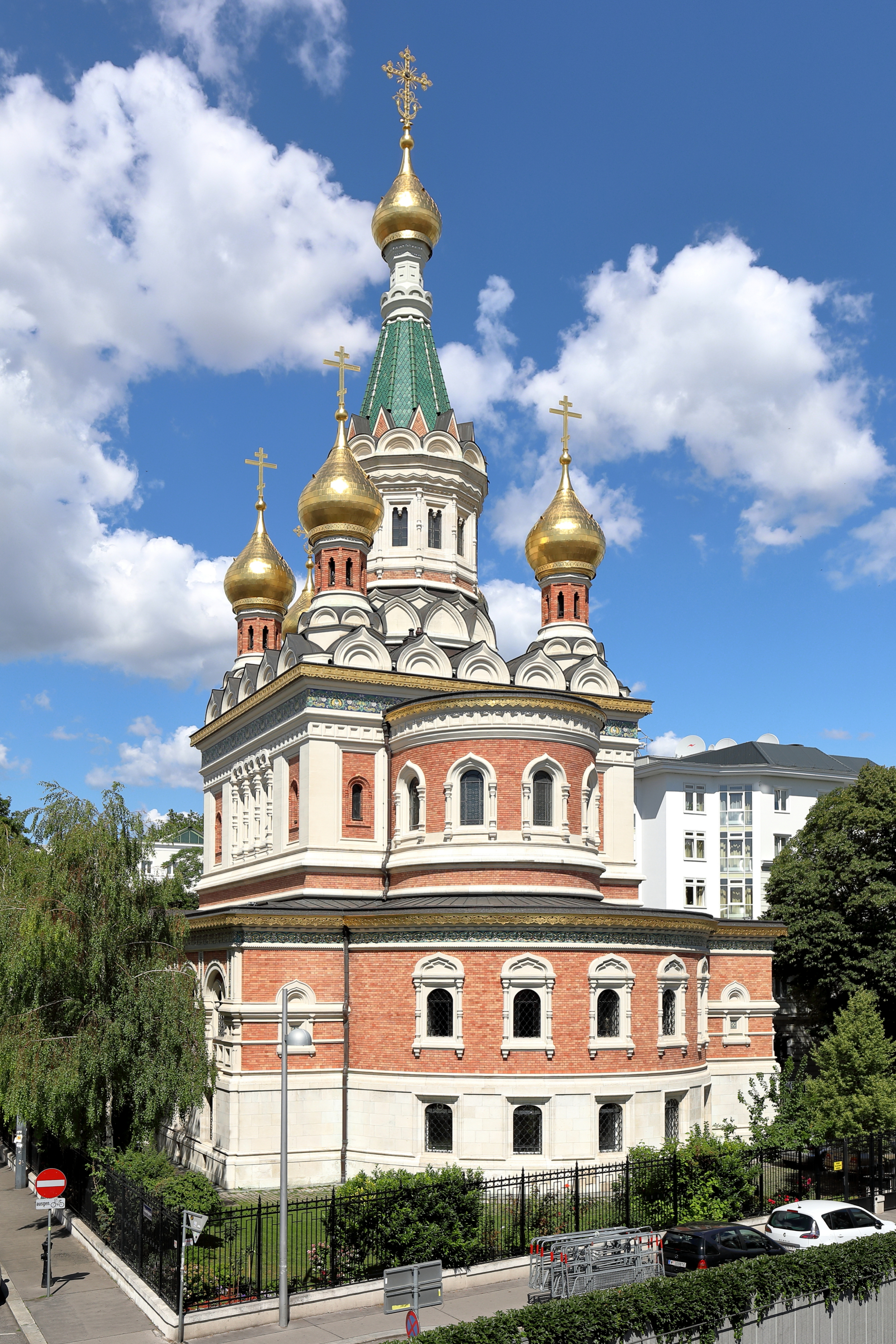
Russisch-orthodoxe Kathedrale in Wien

– Jahreszahlen ohne Text geben die Bauzeit an

– soweit nicht anders angegeben katholisch

– Kursiv: Aktuelle Bischofssitze und immediate Kirchen
- Bregenz: Abtei Wettingen-Mehrerau, 1854 (Vorgängerbau 1092), 1092–1806 Benediktiner, seit 1227 Territorialabtei, seit 1854 Zisterzienser
- Eisenstadt: Dom St. Martin, (spätgotisch), seit 15. August 1960 Kathedrale (Apostolischer Nuntius) der neu errichteten Diözese Eisenstadt für das Burgenland
- Feldkirch: Dom St. Nikolaus, 1478, seit 12. August 1968 Kathedrale der neu errichteten Diözese Feldkirch für Vorarlberg
- Göss bei Leoben: Stiftskirche St. Andrä, Bauzeit ?, seit 1020 Reichsabtei, 1783 bis 1859 Bischofssitz für Leoben, dann mit Graz-Seckau vereint
- Graz: Dom St. Ägidius, (Bauzeit ?), seit 1782 Kathedrale der Diözese Seckau, seit 1963 offiziell Diözese Graz-Seckau für die Steiermark
- Gurk: Dom Mariä Himmelfahrt, 1140–1200, Bischofssitz 1071 bis 1787, seitdem Konkathedrale der Diözese Gurk-Klagenfurt
- Innsbruck: Dom zu St. Jakob, 1717–1726, seit 8. Dezember 1968 Kathedrale der neu errichteten Diözese Innsbruck für den Großteil Tirols
- St. Johann im Pongau: Dekanatspfarrkirche St. Johann („Pongauer Dom“)
- St. Johann in Tirol: Dekanatspfarrkirche St. Johann in Tirol, von 1446 bis 1808 Pastoralresidenz der Bischöfe von Chiemsee, („Leukentaler Dom“)
- Klagenfurt: Dom St. Peter und Paul, 1578, zunächst evangelisch, seit 1600 Jesuitenkirche, seit 1787 Kathedrale der Diözese Gurk-Klagenfurt für Kärnten
- Krems: Pfarrkirche St. Veit, auch als „Dom der Wachau“ bekannt
- Linz
  - Domkirche Mariä Empfängnis (Neuer Dom), 1862–1924, Kathedrale der Diözese Linz für Oberösterreich
  - Domkirche St. Ignatius (Alter Dom), 1669, Jesuitenkirche, seit 28. Januar 1785 Kathedrale, ab 1924 Konkathedrale
- Lorch bei Enns: Basilika St. Laurenz, Kirche 370, in der Spätantike Sitz des Btm. Lauriacum, Urbistum der röm. Prov. Noricum, 905 untergegangen, heutige Kirche 13./14. Jh. (war nie Bischofskirche), Erzbischof von Lorch titular besetzt (Apostolischer Nuntius)
- Maria Saal: Basilika Maria Himmelfahrt, im Volksmund Maria Saaler Dom, einer der Vorgängerbauten war bis 945 Bischofssitz
- Salzburg, Erzbischofssitz schon seit 798:
  - Dom St. Rupert und Virgil, 1614–1628, mitsamt Vorgängerbauten seit 987 Bischofskirche der Erzdiözese Salzburg für Salzburg und Teile Tirols, und Metropolitankathedrale der Kirchenprovinz Salzburg
  - Erzabtei St. Peter, ehemalige Domkirche, bis 987 Sitz der Salzburger Erzbischöfe
- Seckau: Dom- und Abteikirche Mariä Himmelfahrt, Dom im Gebirge, 1143–1164, 1218 Bischofssitz, 1782 Konkathedrale der Diözese Graz-Seckau, 1930 päpstliche Basilika minor
- St. Andrä im Lavanttal: Dom- und Stadtpfarrkirche St. Andrä (13. Jh.) war Kathedrale des Bistums Lavant, Bischofssitz von 1225 bis 1859 mit Änderung des Diözesangebietes nach Marburg (heute Slowenien) verlegt.
- St. Pölten: Domkirche Mariä Himmelfahrt (Romanik bis Barock), seit 28. Januar 1785 Bischofssitz für die Diözese St. Pölten für Teile Niederösterreichs
- Schruns: Münster zum Hl. Jodok (neuromanisch), die Pfarrkirche wurde per 8. März 2020 durch Diözesanbischof Benno Elbs als erste Kirche in Österreich zum Münster erhoben.
- Wien:
  - Stephansdom, 1230–1474, Nordturm 1450–1862, seit 1469 Bischofs-, seit 1722 Bischofskirche der Erzdiözese Wien für Wien und Teile Niederösterreichs, und Metropolitankathedrale der Kirchenprovinz Wien
  - Koptische Kirche der heiligen Jungfrau von Zeitoun, (1998–2004), (Diözese für Österreich der Koptisch-orthodoxen Kirche)
  - Dreifaltigkeitskathedrale (griechisch-orthodoxe Metropolitankirche für Österreich)
  - Kathedrale zum hl. Nikolaus (russisch-orthodoxe Metropolitankirche für Österreich)
  - St. Salvator (Altkatholische Bischofskirche Österreichs)

- Wiener Neustadt:

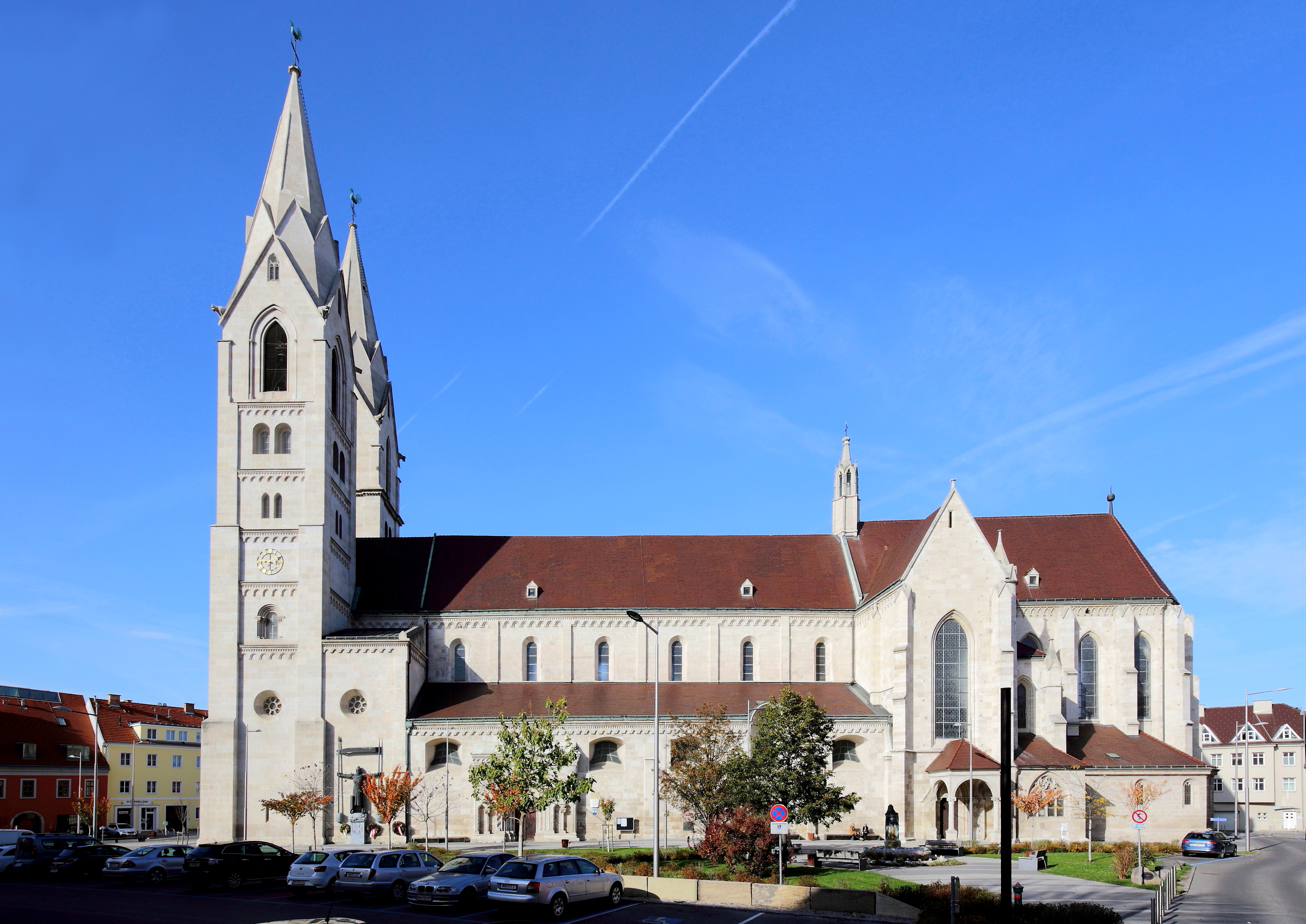
Wiener Neustädter Dom

  - St. Georgs-Kathedrale, 1440–1460, seit 1963 Bischofssitz des Österreichischen Militärordinariats, seit 1987 offiziell Kathedrale
  - Dom Mariä Himmelfahrt und St. Rupert, spätromanisch, 1279 geweiht, 1468 bis 1785 Kathedrale, jetzt Titularbistum, siehe auch: Diözese Wiener Neustadt

Nur „Dom“ genannt werden folgende ländliche Prachtkirchen:
- Brixen im Thale: Dom zu Brixen, Dekanatspfarrkirche Himmelfahrt Mariens und Hl. Martin
- Hopfgarten im Brixental: Brixentaler Dom, Pfarrkirche Hll. Jakobus und Leonhard
- St. Johann im Pongau: Pongauer Dom, Dekanatspfarrkirche St. Johann im Pongau, 1855–1876
- St. Johann in Tirol: Dekanatspfarrkirche St. Johann in Tirol, („Leukentaler Dom“) von 1446 bis 1808 Pastoralresidenz der Bischöfe von Chiemsee, heutiger Bau 1723–1732
- Söll: Sölllandler Bauerndom , Pfarrkirche St. Peter und Paul, Vorbauten 1050 und 1360, heutige Kirche 1764–1771
- Spital am Pyhrn: Dom am Pyhrn, Pfarrkirche Mariä Himmelfahrt, 12. Jh., ehem. Kollegiatstiftkirche

Die Bezeichnung „Münster“ ist in Österreich weitgehend unüblich. Als einzige Kirche bischöflich zum Münster erhoben wurde 2020 die Pfarrkirche Schruns im Vorarlberger Montafon.
Weiters werden folgende Kirchen teilweise „Münster“ genannt:
- Admont: Stiftskirche Admont
- Freistadt: Stadtpfarrkirche Freistadt (Katharinenmünster)
- Neuberg an der Mürz: Stiftskirche Neuberg (Neuberger Münster)
- Steyr: Stadtpfarrkirche Steyr (Steyrer Münster)

Erhalten in Ortsnamen haben sich: Altmünster, Aurolzmünster, Kremsmünster
Mit den katholischen und orthodoxen Bischofskirchen funktionell vergleichbar – aber weder „Dom“ noch „Kathedrale“ genannt – sind die protestantischen Hauptkirchen der Superintendenturen.

## Schweiz
– einschließlich der Landesteile mit romanischen Sprachen –
– Jahreszahlen ohne Text geben die Bauzeit an. –

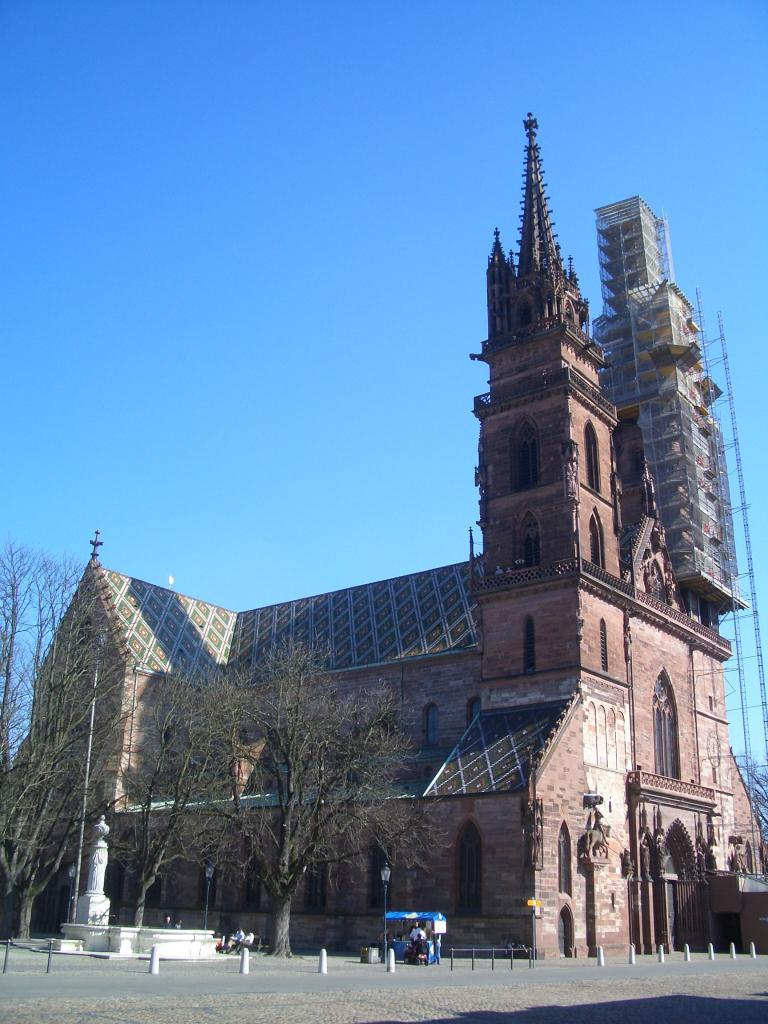
Basler Münster

- Arlesheim: Dom von Arlesheim, 1679–81, katholisch, war 1679–1792 Sitz des katholischen Bistums Basel
- Basel: Basler Münster, 1119–1500, bis 1529 Bischofskirche, seither reformiert
- Bern:
  - Berner Münster, 1421–1521, Turm um 1890, Stadt und Deutscher Orden als Bauherren, reformiert
  - St. Peter und Paul, 1858–1864 als erste katholische Kirche errichtet, seit 1875 christkatholisch, später zur Kathedralkirche erhoben
- Chur: Kathedrale St. Mariä Himmelfahrt, 1150–1272, Turm um 1600, katholisch
- Einsiedeln: Benediktinerabtei Einsiedeln, gegründet 934, Weihe der Abtei- und Kathedralkirche 1735, katholische Territorialabtei
- Freiburg im Üechtland: Kathedrale St. Nikolaus, 1283–1490, katholische Stiftskirche, seit 1536 Kathedrale, seit 1924 Bischofskirche
- Genf: Cathédrale Saint-Pierre, 1160–1406, Bischofssitz um 400 bis 1569, seither reformierte Pfarrkirche
- Lausanne: Kathedrale Notre-Dame, 1170–1275, Bischofssitz 5. Jahrhundert bis 1536 (vorher Avenches, danach Freiburg), heute reformiert
- Lugano: San Lorenzo, 875–1517, katholisch, Kathedrale seit 1888
- Sion (Sitten), Bistum Sitten seit 381:
  - Kathedrale Notre-Dame-du-Glarier, 15. Jahrhundert, katholische Bischofskirche
  - Basilique Notre-Dame de Valère, 12. Jahrhundert, Residenz des Domkapitels, „Repräsentationskirche“ zur Zeit des Fürstbistums, besitzt eine der ältesten Orgeln der Welt
- Solothurn: St. Ursenkathedrale, ca. 762 bis 1773 Münsterkirche, dann neue Kathedrale; Bischofskirche des Bistums Basel seit 1828
- St. Gallen: Kathedrale Hl. Gallus und Hl. Othmar, 1755–1772, Vorgängerbau 9. Jahrhundert, Bistum St. Gallen seit 1847
- Saint-Maurice VS: Abtei Saint-Maurice, 515 mit Umbauten, katholische Territorialabtei
- Zürich:
  - Grossmünster, 1100–1220, reformiert ab 1523
  - Fraumünster, 874, Turm später, Evangelisch-reformierte Landeskirche des Kantons Zürich ab 1523

## Liechtenstein
- Vaduz: Kathedrale St. Florin, 1873, Pfarrkirche, 1997 Erzbistum Vaduz, gebietsgleich mit dem Fürstentum

## Luxemburg
- Stadt Luxemburg: Kathedrale unserer lieben Frau, 1613, Jesuitenkirche, 1870 Erzbistum Luxemburg. Die Luxemburger bezeichnen das Gotteshaus auch als Mariendom.